# Tegal Rejo Jaya
Tegal Rejo Jaya is een bestuurslaag in het regentschap Indragiri Hilir van de provincie Riau, Indonesië. Tegal Rejo Jaya telt 523 inwoners (volkstelling 2010).